# La templanza
La templanza (prononcé : [la templanˈθa], La Tempérance)  est une série télévisée espagnole réalisée par Guillem Morales, Alberto Ruiz Rojo et Patricia Font, adaptation du roman de María Dueñas diffusée à partir du 26 mars 2021 sur la plate-forme Prime Video.

## Distribution

### Acteurs principaux
- Rafael Novoa (VF : David Krüger) : Mauro Larrea
  - César Mateo : Mauro Larrea jeune
- Leonor Watling (VF : Barbara Delsol) : Soledad Montalvo
  - Carla Campra : Soledad Montalvo jeune
- Nathaniel Parker (VF : Jérôme Keen) : Edward Clayton
- Raúl Briones (VF : Sébastien Boju) : Santos Huesos
  - José Pescina : Santos Huesos jeune
- Juana Acosta (VF : Charlotte Correa) : Carola Gorostiza
- Terence Frisch : Palmer
- Julia Fossi : Hudson
- Henry Pettigrew (VF : Bruno Méyère) : Alan Clayton
  - Oliver Ritchie : Alan Claydon jeune
- Bella Agossou (VF : Aurélie Konaté) : Trinidad

### Acteurs récurrents
- Antonio Navarro (VF : Benjamin Pascal) : Manuel Ysasi
- Javier Beltrán (VF : Arnaud Laurent) : Gustavo Zayas
  - José Pastor : Gustavo Zayas jeune
- Emilio Gutiérrez Caba (VF : Patrick Raynal) : Don Matías Montalvo
- Esmeralda Pimentel (VF : Nastassja Girard) : Mariana Larrea
- Alejandro de la Madrid (VF : Guillaume Orsat) : Elías Andrade
- Ignacio Mateos (VF : Alexis Tomassian) : Luis el Comino

## Fiche technique
- Réalisation : Guillem Morales, Alberto Ruiz Rojo et Patricia Font
- Scénario : Susana López Rubio et Javier Holgado, d'après le roman de María Dueñas
- Photographie : Óscar Montesinos et Bernat Bosch
- Montage : Iván Aledo et Enrique Domínguez
- Musique : Ivan Palomares
- Format : Couleur